# Lac Mungo
Pour le film, voir Lake Mungo.
Le lac Mungo est un lac asséché situé au sud-ouest de la Nouvelle-Galles du Sud en Australie, à environ 740 km à l'ouest de Sydney et à 90 km au nord-est de  Mildura. Le lac, qui s'étend sur 130 km2, est la principale curiosité du parc national Mungo et est un des dix-sept lacs de la région des Lacs Willandra classés au patrimoine mondial de l'humanité depuis 1981 et sur la liste du patrimoine national australien depuis 2007. D'importantes découvertes archéologiques ont été faites dans la région, les plus importantes étant l'homme de Mungo, le plus ancien australien découvert à l'heure actuelle et la femme de Mungo, le plus ancien exemple connu au monde de femme  incinérée.

## Géologie

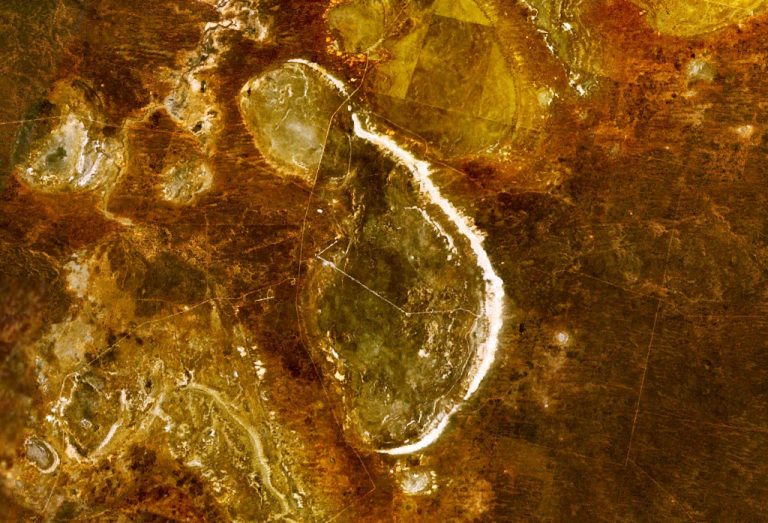
fig. 1 : Image du lac Mungo par satellite. La ligne blanche sur la droite correspond aux murailles de Chine (Walls of China).

Pendant plus de 100 000 ans des sédiments se sont déposés dans la région. Sur la rive du lac, se trouvent les « murailles de Chine », une série de buttes de 26 km de long d'environ 30 mètres de haut formées sur des milliers d'années (voir fig. 1). On y trouve trois couches distinctes de sable: la plus ancienne, la couche Gol Gol rougeâtre date d'environ 100 000 à 120 000 ans, la couche moyenne (couche Mungo) grisâtre s'est formée entre 50 000 et 25 000 ans, la plus superficielle d'un brun pâle (couche Zanci) date seulement de 25 000 à 15 000 ans. 
La couche moyenne qui s'est formée avant les dernières périodes de glaciation est la plus riche archéologiquement. Bien que cette couche corresponde à une période de faibles précipitations et de basses températures, les eaux venant de la Cordillère australienne permettaient de maintenir le niveau d'eau dans le lac. Il était au centre d'une zone assez peuplée avec de nombreux animaux préhistoriques.
Pendant la dernière glaciation, le niveau de l'eau baissa et le lac s'assécha. Les sols alcalins permirent de faciliter la conservation des restes trouvés actuellement. Bien que le lac soit complètement à sec depuis plusieurs milliers d'années, la végétation continua de pousser sur les buttes ce qui aida à les stabiliser et à les protéger. Quand les premiers européens arrivèrent dans la région au cours des années 1880, ils introduisirent de nouvelles espèces (moutons et lapins notamment) qui détruisirent la couverture végétale. Il y a encore des troupeaux de chèvres sauvages présents dans la région. Ceci a augmenté l'érosion des buttes et entrainé la découverte de nombreux restes humains et animaux. Le vent déplace les buttes vers l'est formant des dunes qui se déplacent un peu plus d'ouest en est chaque année.

## Archéologie
Les plus importantes découvertes faites autour du lac sont l'homme de Mungo et la femme de Mungo. La femme de Mungo est un cadavre partiellement incinéré qui a été découvert en 1969 par Jim Bowler de l'université nationale australienne (ANU). Le corps avait été estimé vieux de 25 000 ans dans un premier temps mais des études plus récentes, en 2003, donnent à penser qu'il daterait de 40 000 ans ce qui fait de la femme de Mungo le plus ancien cadavre incinéré jamais découvert. L'homme de Mungo a aussi été découvert par Bowler le 26 février 1974. Les restes étaient couverts d'ocre rouge ce qui en fait le cadavre le plus ancien connu ayant bénéficié de ce type de rite funéraire. Bien que son âge ait été estimé par certaines études à plus de 60 000 ans, le consensus se fait vers 40 000 ans. 
La région a été habitée depuis plus de 50 000 ans et quelques outils en pierre trouvés dans les buttes sont plus vieux que l'homme de Mungo. On a découvert des meules en pierre pour faire de la farine vieilles de 5 000 à 10 000 ans faites d'un grès venant du bassin du Murray à 100 km de là. Une tête de hache en pierre datant d'au moins 500 ans est faite d'une pierre venant du Mont Camel, près de Shepparton à environ 300 km de là.
Le riche héritage archéologique du site a une grande valeur pour les populations aborigènes de la région (les Barkindji, Nyiampaa et Mutthi Mutthi) qui ont passé un accord avec le gouvernement de Nouvelle-Galles du Sud pour l'aménagement du lac et du parc national.